# Martin Sellner
Martin Michael Sellner (Viena, 8 de enero de 1989) es un activista austriaco de extrema derecha perteneciente a la Neue Rechte (Nueva Derecha en español) y al movimiento identitario, además de ser líder del Identitäre Bewegung Österreichs (IBÖ, Movimiento Identitario de Austria en español).
En 2008, ayudó a los principales neonazis austriacos a obstaculizar las manifestaciones liberales y peregrinó a los servicios conmemorativos de los soldados de la Wehrmacht.
En marzo de 2018, se le negó la entrada al Reino Unido y fue deportado de este país. Un año después, se le negó la entrada a Estados Unidos. En 2024 se le prohibió la entrada en Alemania y fue deportado de Suiza.

## Biografía
Sellner creció en las afueras de Viena. Se involucró en la política nacionalista cuando era adolescente, formando parte de la escena neonazi de Austria. En 2006, con 17 años, Sellner admitió haber colocado una esvástica en una sinagoga de Baden bei Wien y fue condenado a 100 horas de servicio comunitario en un cementerio judío. En 2016, Sellner estudiaba filosofía en Viena. Abandonó la carrera de Derecho.

## Activismo
En 2006 instaló pegatinas con la cruz gamada junto con otra persona en la sinagoga de Baden, en la Baja Austria. También se utilizaron pegatinas con una esvástica y la inscripción "Legalizado", así como pegatinas con un escudo de armas y las letras AJ (por "Juventud Aria"). El cómplice declaró posteriormente en un interrogatorio que habían "querido hacer algo" cuando se enteraron de la condena del negacionista británico del Holocausto David Irving. Sellner admitió el acto y cumplió 100 horas de servicio comunitario en un desvío en el cementerio judío de Baden, por lo que la fiscalía renunció a un juicio penal.
En 2008, ayudó a un importante grupo neonazi austriaco a obstaculizar las manifestaciones liberales y peregrinó a los servicios conmemorativos de los soldados de la Wehrmacht. En 2016 dijo que había roto con el neonazismo y que la creciente popularidad del nazismo es un fracaso de la sociedad.
En abril de 2016, interrumpió una representación teatral de la obra de Elfriede Jelinek, Die Schutzbefohlenen (representación teatral con migrantes en busca de asilo), junto con unos 30 miembros de su organización, derramando sangre falsa. La sangre pretendía simbolizar la "sangre de Bataclan y de Bruselas".
En 2017 sería uno de los participantes de Identitäre Bewegung que llevaron a cabo la campaña «Defend Europe» con el buque C-Star en el Mediterráneo central. En 2018 fue invitado como ponente a un rally de Pegida en Dresden (Alemania), en el que criticaban duramente a los partidos verdes y contaban su acción en el Mediterráneo como ejemplo para detener la «invasión africana» de Europa.

## Problemas legales y de visado
En febrero de 2017, Sellner se vio envuelto en una pelea en una estación de U-Bahn de Viena en la que utilizó un spray de pimienta contra personas a las que describió como activistas de extrema izquierda. Desde este incidente, se le ha prohibido llevar armas.
En marzo de 2018, a Sellner y a su novia Brittany Pettibone se les denegó la entrada al Reino Unido en el aeropuerto de Londres-Luton por considerar que su presencia en el Reino Unido no favorecía el bien público. Sellner tenía intención de pronunciar un discurso en el Speakers' Corner de Hyde Park (Londres). Se les denegó la entrada, fueron detenidos durante dos días y expulsados.
El 25 de marzo de 2019, la policía austriaca registró el apartamento de Sellner. Se confiscaron su ordenador, su teléfono móvil, todos los dispositivos de almacenamiento de datos y las tarjetas de dinero en efectivo, bajo la sospecha de que era miembro de una organización terrorista; a principios de 2018 había recibido una donación de 1.500 dólares del sospechoso, de origen australiano, de los atentados de Christchurch. Sellner negó cualquier implicación en los atentados.
Según Sellner, las autoridades estadounidenses cancelaron su permiso para viajar sin visado a Estados Unidos, lo que le impidió visitar a su prometida estadounidense Brittany Pettibone. En 2019, el Comité Republicano del condado de Kootenai (Idaho), donde reside Pettibone, pidió al gobierno federal estadounidense que permitiera a Sellner viajar a Estados Unidos. La medida causó una considerable controversia en el Partido Republicano y en el Estado de Idaho Sellner ha dicho que quiere que se le permita entrar en el país para poder casarse con su prometida y para que puedan vivir juntos en Post Falls (Idaho) en lugar de en su Austria natal.

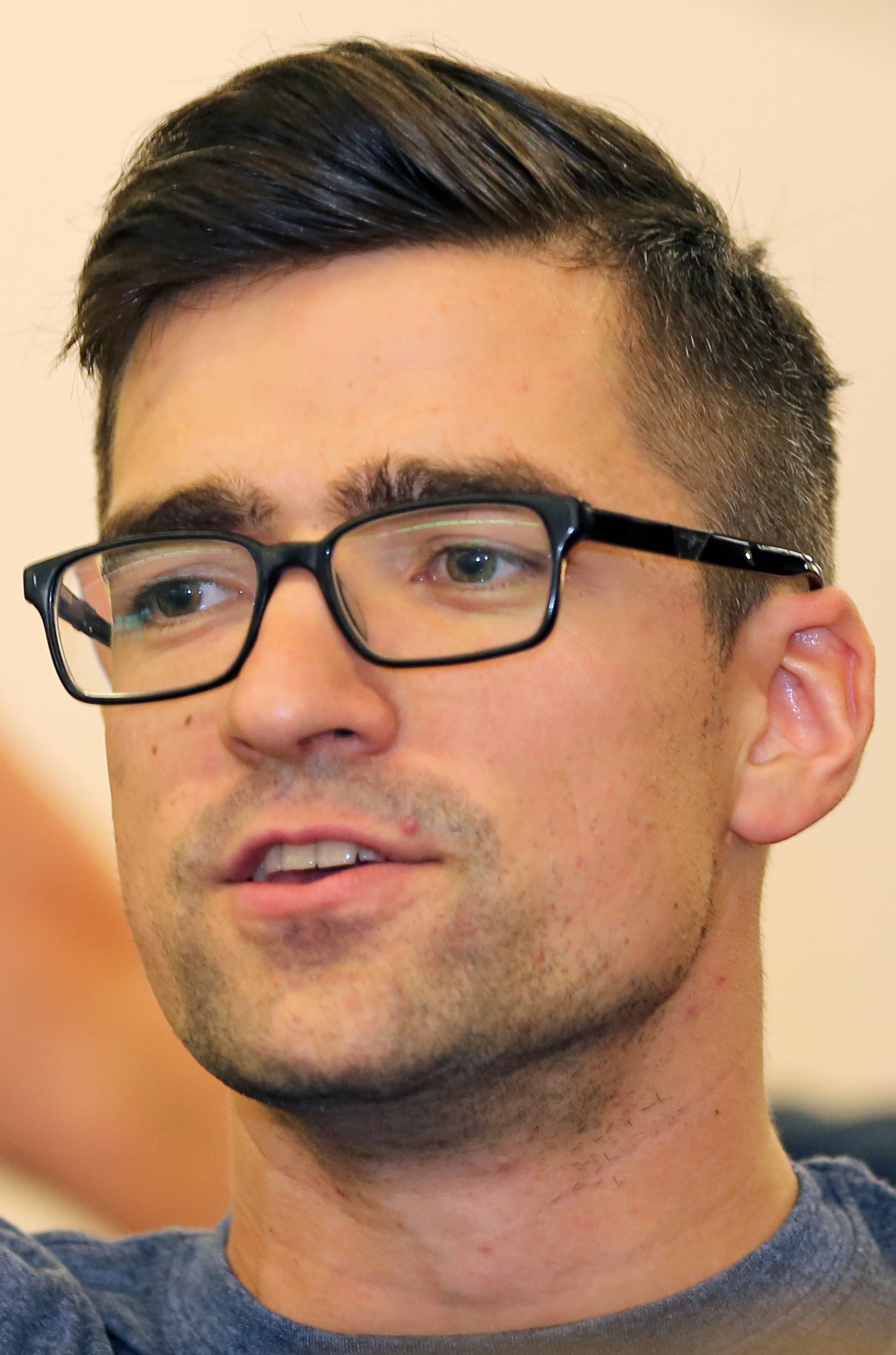
Martin Sellner (2017)

La Policía Federal austriaca amplió sus registros en la propiedad de Sellners durante junio de 2019 en relación con los atentados de Christchurch del 2019. Este registro fue posteriormente declarado ilegal por un juez.
En junio de 2019, Sellner fue excluido permanentemente de entrar en el Reino Unido por motivos de seguridad.
En 2024 le fue vetada la entrada en Alemania tras ser expulsado de Suiza por reunirse con un grupo de activistas afines.

## Opiniones
Wolfgang Ullrich ha sugerido que existen conexiones entre las opiniones de Sellner y las teorías del filósofo Martin Heidegger y del teórico político Carl Schmitt.
El documental de investigación de ITV Undercover - The New British Far-Right afirmaba la existencia de imágenes encubiertas de Sellner hablando de los contactos entre Generation Identity y los grupos supremacistas blancos de Estados Unidos, pero afirmaba que estos contactos debían ocultarse debido a las relaciones públicas. El documental afirmaba que Sellner declaró que los judíos eran un problema en los años 20 e hizo referencias a la "cuestión judía". Sellner también dijo que el dominio de la ultraderecha estadounidense por la "cuestión judía" es un "completo fracaso estratégico y teórico". Afirmó que había dicho que era antisemita en su juventud y que sus amigos hacían comentarios ofensivos sobre el Holocausto. Apoya la teoría de la conspiración del Gran Reemplazo. Sellner respondió calificando el documental de "pieza de ataque", y que las declaraciones fueron sacadas de contexto. En una declaración publicada por Generation Identity y Sellner, afirmaron que el grupo quiere preservar la "identidad etnocultural" europea y declararon que el grupo no tiene agendas ocultas.
En el contexto de la presidencia de Donald Trump y del movimiento alt-right estadounidense, algunos medios de comunicación estadounidenses calificaron a Sellner de alt-right en 2017.